# Absentismo laboral
El ausentismo o absentismo laboral es toda aquella ausencia o abandono del puesto de trabajo y de los deberes anexos al mismo, incumpliendo las condiciones estables en el contrato de trabajo. También puede ser definido como toda ausencia de una persona de su puesto de trabajo, en horas que correspondan a un día laborable, dentro de la jornada legal de trabajo.
En España, los sindicatos destacan que el absentismo es casi inexistente, según las estadísticas oficiales. Consideran que «el impacto del absentismo en relación al tiempo de trabajo es irrelevante dada su reducida dimensión».

## Origen del término
Si bien en España el término más utilizado es «absentismo», en Latinoamérica se prefiere el término «ausentismo». Ambas formas son correctas, según la Real Academia. «Absentismo» procede del latín absentis, de donde derivó la palabra «ausente», que es de la que procede, por su parte, «ausentismo».

## Tipos de absentismo
Existen diversos tipos de absentismo:
- Absentismo previsible y justificado: es aquel que puede ser controlado porque la empresa está informada previamente de la ausencia (permisos legales retribuidos, enfermedades comunes con baja de incapacidad laboral transitoria, accidentes de trabajo con baja laboral, permisos no retribuidos para asuntos personales).
- Absentismo no previsible y sin justificación que suponen una falta o abandono del puesto de trabajo sin autorización de la empresa.
- Absentismo presencial. Es aquella forma de absentismo en la que el empleado acude a su trabajo, pero dedica una parte del tiempo a tareas que no son propias de la actividad laboral.[1]

## Regulación jurídica

### En España
La regulación jurídica del absentismo laboral se encuentra en el Estatuto de los Trabajadores aprobado por Real Decreto Legislativo 1/1995, de 24 de marzo (B.O.E. 29/03/1995):
- Artículo 21.4. El empresario podrá verificar el estado de enfermedad o accidente del trabajador que sea alegado por éste para justificar sus faltas de asistencia al trabajo, mediante reconocimiento a cargo de personal médico.

- Artículo 45.1. El contrato de trabajo podrá suspenderse por las siguientes causas:
  - a) Mutuo acuerdo de las partes.
  - b) Las consignadas válidamente en el contrato.
  - c) Incapacidad temporal de los trabajadores.
  - d) Maternidad, paternidad, riesgo durante el embarazo, riesgo durante la lactancia natural de un menor de nueve meses y adopción o acogimiento, tanto preadoptivo como permanente o simple, de conformidad con el Código Civil o las leyes civiles de las Comunidades Autónomas que lo regulen, siempre que su duración no sea inferior a un año, aunque éstos sean provisionales, de menores de seis años o de menores de edad que sean mayores de seis años cuando se trate de menores discapacitados o que por sus circunstancias y experiencias personales o por provenir del extranjero, tengan especiales dificultades de inserción social y familiar debidamente acreditadas por los servicios sociales competentes.
  - e) Cumplimiento del servicio militar o de la prestación social sustitutoria.
  - f) Ejercicio de cargo público representativo.
  - g) Privación de libertad del trabajador, mientras no exista sentencia condenatoria.
  - h) Suspensión de sueldo y empleo, por razones disciplinarias.
  - i) Fuerza mayor temporal.
  - j) Causas económicas, técnicas, organizativas o de producción.
  - l) Por el ejercicio del derecho de huelga
  - m) Cierre legal de la empresa.
  - o)Por decisión de la trabajadora que se vea obligada a abandonar su puesto de trabajo como consecuencia de ser víctima de violencia de género.

- Artículo 48.1. Al cesar las causas legales de suspensión, el trabajador tendrá derecho a la reincorporación al puesto de trabajo reservado, en todos los supuestos a que se refiere el apartado 1 del artículo 45 excepto en los señalados en los párrafos a) y b) del mismo apartado y artículo, en que se estará a lo pactado.

- Artículo 52.2. El contrato podrá extinguirse d) Por faltas de asistencia al trabajo, aún justificadas pero intermitentes, que alcancen el 20 por 100 de las jornadas hábiles en dos meses consecutivos, o el 25 por 100 en cuatro meses discontinuos dentro de un período de doce meses, siempre que el índice de absentismo total de la plantilla del centro de trabajo supere el 5 por 100 en los mismos períodos de tiempo.

No se computarán como faltas de asistencia, a los efectos del párrafo anterior, las ausencias debidas a huelga legal por el tiempo de duración de la misma, el ejercicio de actividades de representación legal de los trabajadores, accidente de trabajo, maternidad, riesgo durante el embarazo, enfermedades causadas por embarazo, parto o lactancia, licencias y vacaciones, enfermedad o accidente no laboral, cuando la baja haya sido acordada por los servicios sanitarios oficiales y tenga una duración de más de veinte días consecutivos, ni las motivadas por la situación física o psicológica derivada de violencia de género, acreditada por los servicios sociales de atención o servicios de salud, según proceda.
- Artículo 54.1. Despido disciplinario:
  - 1. El contrato de trabajo podrá extinguirse por decisión del empresario, mediante despido basado en un incumplimiento grave y culpable del trabajador.
  - 2. Se considerarán incumplimientos contractuales:
    - a) Las faltas repetidas e injustificadas de asistencia o puntualidad al trabajo.
    - b) La indisciplina o desobediencia en el trabajo.
    - c) Las ofensas verbales o físicas al empresario o a las personas que trabajan en la empresa o a los familiares que convivan con ellos.
    - d) La transgresión de la buena fe contractual, así como el abuso de confianza en el desempeño del trabajo.
    - e) La disminución continuada y voluntaria en el rendimiento de trabajo normal o pactado.
    - f) La embriaguez habitual o toxicomanía si repercuten negativamente en el trabajo.
    - g) El acoso por razón de origen racial o étnico, religión o convicciones, discapacidad, edad u orientación sexual y el acoso sexual o por razón de sexo al empresario o a las personas que trabajan en la empresa.

- Artículo 64.1.7: El Comité de Empresa conocerá, al menos trimestralmente, las estadísticas sobre el índice de absentismo y sus causas.

## Control del absentismo laboral
El absentismo laboral puede llegar a ser un problema para todo tipo de empresas, grandes o pequeñas. Sin embargo, se puede controlar con controles de presencia y controles de accesos de los empleados. Controlar el absentismo laboral con un reloj de fichar por tarjetas no evita la suplantación de identidad (cuando un empleado deja su tarjeta a un compañero para que la utilice en su lugar), por esto se han desarrollado máquinas de fichar equipadas de un sistema de reconocimiento facial o de un sistema de reconocimiento de los trabajadores por huella dactilar que permiten la identificación de cada empleado y evitan la suplantación de identidad. Así como que desde mayo de 2019 se impuso en España llevar un registro laboral de las entradas y salidas de todos los empleados para evitar el absentismo laboral y el no contabilizar correctamente las horas extras de los empleados, todo regulado en la normativa del artículo 34.9 del Estatuto de los Trabajadores. 
Una revisión sistemática de 13 estudios, ocho realizados en Estados Unidos y cinco en Canadá, evaluó la efectividad de los programas laborales de gestión de discapacidades para fomentar el regreso al trabajo, sin embargo, no encontró evidencia adecuada para realizar una síntesis cuantitativa de los resultados, por lo que no fue posible llegar a una conclusión general acerca de la efectividad de estos programas. Tampoco se pudo determinar si son algunos componentes específicos de un programa o si es el conjunto de estos componentes los que están impulsando la efectividad. Se requieren investigaciones rigurosas adicionales, que garanticen un enfoque más amplio.

## Absentismo frente a otras cuestiones
En España, los sindicatos destacan que el absentismo es casi inexistente, según las estadísticas oficiales. Estas reflejan que el tiempo no pagado y no trabajado en las empresas es de apenas un minuto al día por trabajador, teniendo en cuenta que en este tiempo influyen causas distintas al absentismo. Extraen de ello que «el impacto del absentismo en relación al tiempo de trabajo es irrelevante dada su reducida dimensión». Esto entraría en contraste con la situación de las horas extra no pagadas. Por ello, consideran que las organizaciones empresariales tratan de distorsionar el discurso público, ocultando el tiempo trabajado y no pagado para que, mediante el discurso sobre el absentismo, quede justificado un mayor control y disciplina sobre la población trabajadora.

## Posibles soluciones
El sindicato CNT considera que una reducción de la jornada laboral puede reducir el absentismo laboral, a la par que mejorar la motivación de la plantilla y la puntualidad y productividad.